# مایکل بوتمن
مایکل بوتمن (به انگلیسی: Michael Boatman) (زاده ۲۵ اکتبر ۱۹۶۴) بازیگر آمریکایی است.
از فیلم‌های معروف او می‌توان به بازی در فیلم مصلح و کشمکش خوب اشاره کرد.